# عمارت کلاه‌فرنگی بندرعباس

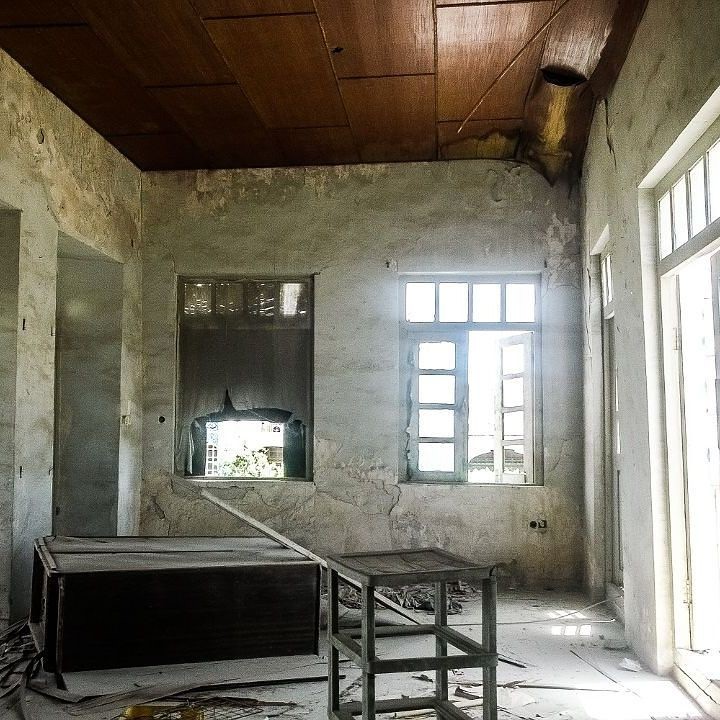
اتاق‌های داخلی و متروکه عمارت کلاه‌فرنگی بندرعباس

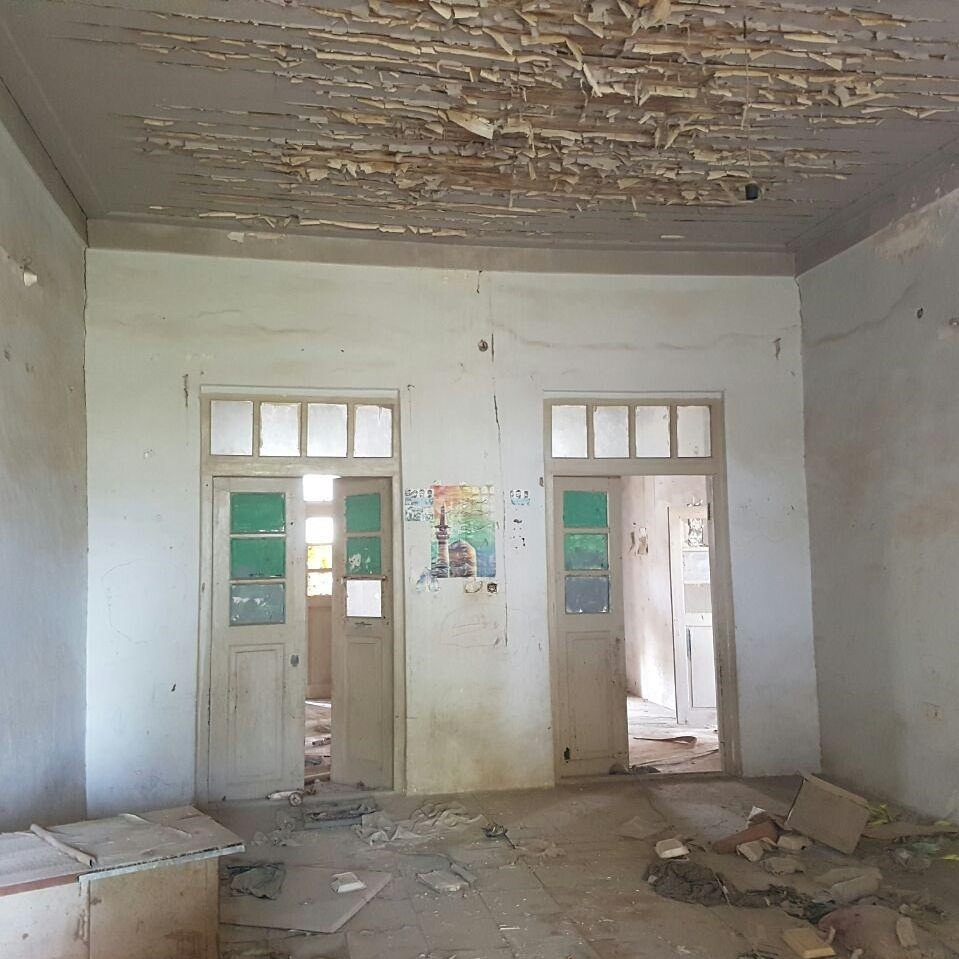
عمارت کلاه فرنگی بندرعباس

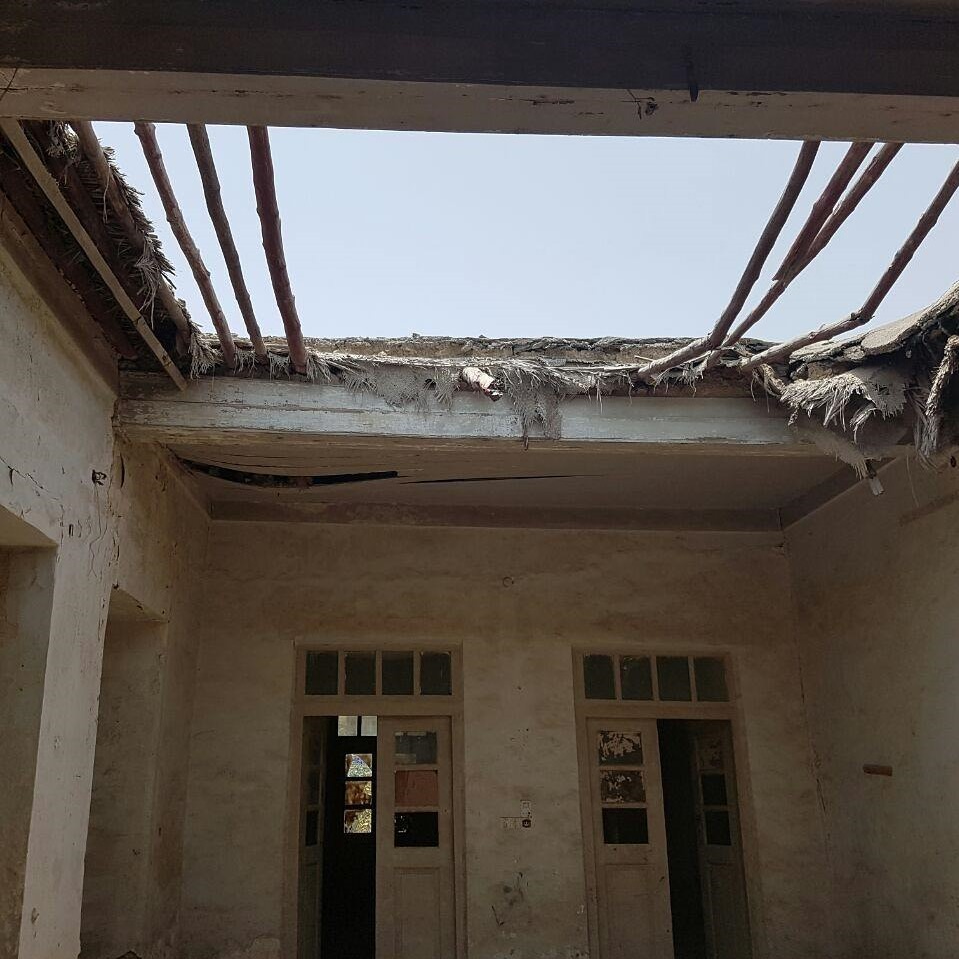
سقف ویران‌شده عمارت کلاه‌فرنگی بندرعباس

 عمارت کلاه‌فرنگی قدیمی‌ترین بنای تاریخی شهر بندرعباس در استان هرمزگان است.
این عمارت که بیش از سه قرن قدمت دارد در مجاورت اسکله قدیم بندرعباس رو به دریا و در بلوار طالقانی قرار گرفته و در سال ۱۳۸۴با شماره ۱۳۸۳۵در فهرست آثار ملی ایران ثبت شده‌است.

## پیشینه

### تجارت‌خانه هلندی‌ها
پس از فتح هرمز در سال ۱۶۲۲ و اخراج پرتغالی‌ها از جزیره هرمز، کمپانی هندشرقی بریتانیا در سال ۱۶۲۳. م از دربار شاه عباس اجازه یافت تا شعبه‌ای از تجارتخانه‌‌اش را در بندرعباس دایر نماید و به فاصله کوتاهی از تأسیس این تجارتخانه، کمپانی هند شرقی هلند نیز با نام اختصاری V.O.C تجارتخانه خود را به مرکزیت اصفهان تأسیس شد و شعبه‌ای نیز در بندرعباس - که بندرگاه اصلی دولت ایران بود ـ گشایش یافت.
نخستین محل تجارتخانه هلندی‌ها، خانه‌ای متعلق به "برخوردار سلطان ذوالقدر" حاکم وقت بندرعباس بود که نزدیک ساحل قرار داشت و با اجاره ماهیانه ۲۰تومان در اختیار هلندی‌ها قرار گرفت.
این خانه در مجاور تجارتخانه انگلیس و در ناحیه غربی آن روزگاران شهر بندرعباس که امروزه تقریباً منطبق است با بلوار ساحلی، حدفاصل خیابان دانش و میدان لارک (پشت‌شهر) قرار داشته‌است.
بعدها به‌دلیل گسترش تجارت هلندی‌ها و کمبود جا، در سال ۱۶۹۸. م/۱۰۸۰.ش ریاست این کمپانی بر آن شد تا کار احداث یک عمارت باشکوه و بزرگ را در حدفاصل نیم مایلی تجارتخانه سابق و در منتهی‌الیه شرقی آن زمان شهر بندرعباس و در کنار ساحل آغاز کند که این عملیات تا چهارسال بعد حدود سال ۱۰۸۴.ش به‌طول انجامید.

### دارالحکومه
پس از حدود ۱۳۶سال یعنی در سال ۱۱۳۷.ش، هلندی‌ها بندرعباس ترک کردند و عمارت مبدل به دارالحکومه و محلی برای رتق و فتق امورات گمرکی بندرعباس شد. گزارش‌های دوره ناصری حاکی از آن است که این عمارت در این دوران دارای اماکنی همچون دیوانخانه، حرمخانه،صدوق‌خانه، غلام‌خانه، حمام، محبس‌خانه، اصطبل، فراشخانه، کارخانه و شربت‌‌خانه مختص به خود بوده و به وسیلهٔ برج‌های دیده بانی محصور و نگهبانی می‌شده‌است و از آنجایی که این ساختمان بعدها به عنوان قلعه شهر و مرکز امور سیاسی و اداری و محل استقرار و نشیمن حاکمان مختلف شهر شناخته می‌شده، شاهد وقایع بسیار مهم و تاریخی و همچنین جنگ و زد و خورد مابین مهاجمین به شهر و محافظین آن بوده‌است.

### گمرک عباسی
در سال ۱۲۸۴خورشیدی اداره گمرک عباسی تأسیس و در طبقه همکف استقرار یافت و مابقی اتاق‌ها همچنان به عنوان دارالحکومه شهر مورد بهره‌برداری قرار میگرفت. اما در ابتدای دهه ۱۳۰۰ش مقر حکومت به ساختمان دیگری منتقل و اداره گمرک تا سال ۱۳۵۲ش در همین ساختمان مستقر بود به همین دلیل این عمارت بعدها به ساختمان گمرک شهرت یافت.

### پس از انقلاب
در ابتدای انقلاب مدتی از این عمارت و محیط پیرامون آن به‌عنوان میدان تره‌بار استفاده شد.
از ابتدای دهه ۱۳۶۰ خورشیدی عمارت کلاه‌فرنگی به همراه محوطه اطراف آن به حوزه علمیه بندرعباس واگذار شد و بعدتر آیت‌الله احمدی فقیه (امام جمعه سابق بندرعباس)آن را وقف حوزه علمیه کرد. تا حدود یک دهه و اوایل دهه ۱۳۷۰حوزه علمیه در این ساختمان فعال بود اما پس از احداث ساختمان جدید برای حوزه علمیه که در ضلع شمالی این عمارت بنا شده متروکه رها شد.
عمارت کلاه‌فرنگی امروز درون محوطه پارکینگ حوزه علمیه مدرسه‌النبی (روبه‌روی بندر مسافری شهید حقانی) در پناه دیوارهای آجری پنهان شده‌ و امکان بازدید از آن وجود ندارد. در حال حاضر سقف برخی اتاق‌های طبقه دوم این بنا فروریخته و برخی دیگر در حال ریزش است، چوب‌های سقف شرجی زده و فرسوده شده‌اند و آفتاب بر کف اتاق‌های آن طبقه حکمرانی می‌کند.

## معماری
این عمارت در زمینی به وسعت ۴۲۹مترمربع و در سه طبقه به طول حدود ۳۰متر و عرض ۱۴متر و ارتفاع حدود ۹متر بنا شده‌است.
مصالح به‌کار رفته در آن عبارت‌اند از: سنگ سیاه متعلق به قلعه هرمز،ساروج و گچ.
سقف عمارت از چوب قطور ساج ساخته شده و درب و پنجره‌ها دارای تزیینات منبت است. اتاق‌ها نیز دارای تزیینات گچ‌بری است.
عمارت کلاه‌فرنگی مجموعا دارای حدود ۳۳ اتاق و سالن بزرگ و کوچک است که در سه ضلع شمال و جنوب و غرب طبقه فوقانی، مهتابی وسیعی در امتداد عمارت ساخته شده و مشرف به محیط اطراف است. 

## نام‌گذاری
عمارت کلاه فرنگی شامل طبقه همکف برای نگهداری کالا و طبقه دوم برای تشکیلات اداری و سکونت و دو حیاط وسیع هم در شمال مغرب با آب انبارهای متعدد بود. بر فراز طبقه دوم ساختمان هشت گوشی از چوب ساخته بودند که در وسط آن گنبدی مخروطی شکل قرار داشت. گنبد مذکور شبیه به کلاهی بود که در آن روزگاران، مردم اروپایی "فرنگی‌ها" بر سر می‌گذاشتند.
به همین سبب آن بخش از ساختمان به کلاه‌فرنگی شهرت یافت و به تدریج نام کلاه‌فرنگی به کل عمارت اطلاق شد.